# Claire-Clémence de Maillé-Brézé
Clara Clemencia (Claire-Clémence) de Maillé (Brezé, 25 de febrero de 1628 - Châteauroux, 6 de abril de 1694) fue una noble francesa. 

## Biografía
Hija del marqués Urbano de Maillé-Brezé y de Nicole du Plessis, hermana esta última del célebre Cardenal Richelieu, primer ministro de Luis XIII, fue prometida en matrimonio, a los 5 años de edad, por su tío el Cardenal a Luis II de Borbón-Condé, príncipe de Condé (que sería conocido como el Gran Condé). Con el pretexto de su educación, fue apartada de su familia y confiada a Mme. Boutillier, mujer del superintendente, quien le dio una educación mediocre.
A sus 13 años de edad, autoritariamente, el matrimonio fue celebrado en Milly. Su marido, que en este entonces era duque de Enghien, enamorado de otra, protestó inútilmente contra la imposición paterna. 
Se casó el 11 de mayo de 1641. Tuvieron, cuatro hijos, tres de los cuales murieron prematuramente:
1. Enrique Julio de Borbón, Príncipe de Condé (París, 29 de julio de 1643 – París, 1 de abril de 1709)
2. Luis de Borbón, duque de Borbón (Burdeos, 20 de septiembre de 1652 – Burdeos, 11 de abril de 1653)
3. Luis (Burdeos, 1658 – Burdeos, 1658)
4. una hija (Breda, 1657 – París, 1660)

Aunque despreciada, ella le dio un hijo, y tras la caída en desgracia que siguió a la Fronda, cuando su marido fue arrestado y apresado en Vincennes, Clara-Clemencia se destacó por su conducta enérgica y devota, prosiguiendo la lucha, sublevando a sus amigos, haciendo frente al peligro, enfrentando a la cólera del rey Luis XIV, a las órdenes de Mazarino y a las amenazas populares.
Exiliada a la fortaleza de Montrond, el cardenal Mazarino le hubo trazado un largo itinerario que partía de Burdeos y pasaba por el Poitou, Anjou y la Turena. Pero ella se detuvo en Milly, en una corta estadía que usó para reclutar por todas partes a los amigos de su esposo prisionero de Estado. Mientras tanto, su fiel intendente Lenet recorría Francia y España, y ponía a Montrond en estado de sostener un asedio en regla, para poder resistir por más de un año al ejército real. Clara-Clemencia reunió alrededor de ella a todos sus fieles y les organizó festejos espléndidos a todos los jefes de la Fronda que estaban organizando la resistencia. Acudió toda la nobleza de la provincia.

Estos esfuerzos de la Princesa no pudieron hacer que Condé no languideciese por espacio de largos meses en la prisión de Vincennes.
La Princesa hubo de someterse a la Reina regente (Ana de Austria) y a Mazarino en 1651. Los príncipes de Condé se reinstalaron en Chantilly y no volvieron a estar en gracia de la Corte sino hasta 1660. Pero un escándalo ocurrido en 1671 (un lío amoroso de la princesa con un paje) obligó al Príncipe a encerrar a su esposa en Châteauroux, donde permaneció hasta su muerte en 1694.